# Epístrofe
Epístrofe é uma figura de linguagem que consiste na repetição da mesma palavra ou expressões no final de cada oração ou verso.
"Parece que eles vieram ao mundo para ser ladrões: nascem de pais ladrões, criam-se em meio a ladrões, morrem como ladrões." (Heitor Pinto)
"Os animais não são criaturas? As árvores não são criaturas? As pedras não são criaturas?" (Vieira)

"Não sou nada / Nunca serei nada / Não posso querer ser nada" (Álvaro de Campos)
- Wikcionário